# Podium (nederländskt förlag)

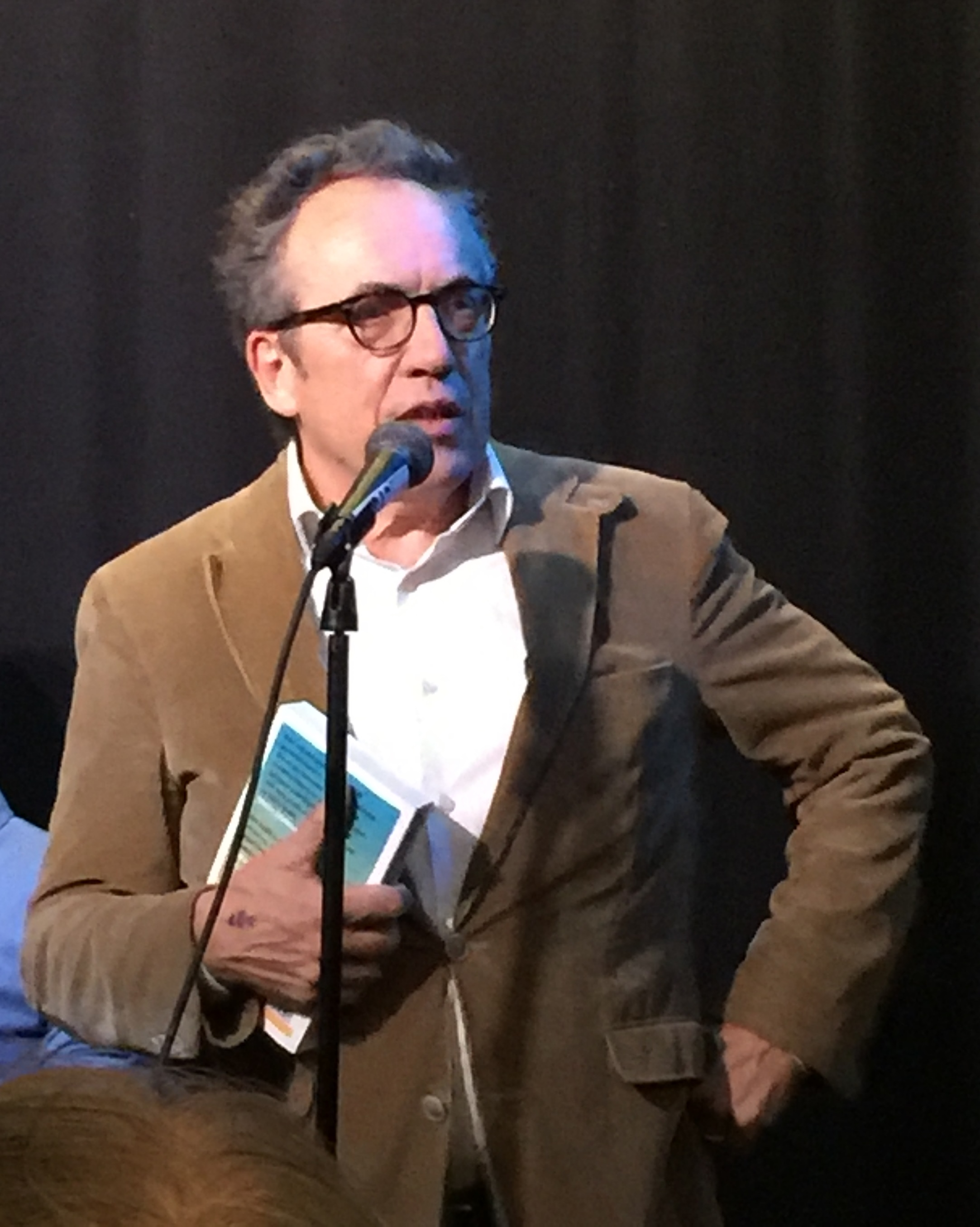
Joost Nijsen (2021), ansvarig förläggare fram till 2022.

Podium är ett oberoende nederländskt bokförlag grundat 1997 och med säte i Amsterdam. Det grundades 1997 av förlagsredaktören Joos Nijsen, med ett fokus på samtida nederländsk och översatt skönlitteratur.

## Historik
Förlaget grundades 1997 av Joos Nijsen (född 1958), då med en femtonårig erfarenhet som förläggare i andra verksamheter bakom sig. Bland annat hade han verkat på Nijgh & Van Ditmar och Balans.
2012, i samband med förlagets 15-årsjubileum, gav dåvarande förlagsredaktören Joos Nijsen ut en bok i lexikonformat omkring hans erfarenheter som förläggare. Titeln på verket blev ABC van de literatuur uitgeverij.
2019 blev Podium del av koncernen Novamedia. Sedan 2021 har Podium ingått i Park Uitgevers inom förlagskoncernen Lannoo Meulenhoff och med Nieuw Amsterdam, Wereldbibliotheek, Fontaine och Oceaan som systerbolag. Grundaren Nijsen ledde bolaget fram till 2022, när han 25 år efter förlagsstarten efterträddes av Sladjana Labovic som tillträtt som förlagsredaktör ett år tidigare.

## Utgivning
Bokförlagets utgivning har fokus på samtida nederländsk och översatt skönlitteratur, inom både prosa och poesi. Dessutom publicerar man facklitteratur med litterär eller journalistisk koppling, liksom reselitteratur. Förlaget ägnar sig även åt översättningsrättigheter, licensiering och film- och teaterrättigheter. Bland de nederländska författarna på förlaget finns Inge Schilperoord, Arjen Lubach, Ingmar Heytze och Justine le Clercq. Bland den översatta litteraturen finns verk av André Brink, Akwaeke Emezi och Johanna Frid.
Den tidigare förläggaren Nijsen menar att han genom sin utgivning, med många kvinnliga författare och namn från tredje världen, bidragit till att minska sexismen inom sin generation av nederländska män.